# Culture afro-péruvienne
 (août 2016).
Si vous disposez d'ouvrages ou d'articles de référence ou si vous connaissez des sites web de qualité traitant du thème abordé ici, merci de compléter l'article en donnant les références utiles à sa vérifiabilité et en les liant à la section « Notes et références ».
Le terme Afro-péruvien désigne la culture des descendants des diverses ethnies africaines subsahariennes qui sont arrivées au Pérou pendant la conquête espagnole.  
La population afro-péruvienne se trouve principalement dans deux secteurs : la côte sud-centrale (Lima, Callao, et les provinces de Cañete, Chincha, Pisco et Nazca), et sur la côte nord (entre Lambayeque et Piura). À Piura se situe Yapatera (es), la cité avec la plus grande concentration d'Afro-péruviens du pays. 
La communauté afro-péruvienne a tenu une place importante dans la culture et l'identité péruvienne dès le début de colonisation espagnole, jusqu'à l'émancipation de ce pays. La culture afro-péruvienne est présente dans l'identité côtière péruvienne, dans la façon de s'exprimer, l'argot, et plus fortement dans les danses, le chant, la littérature et la gastronomie péruviennes. Les Afro-péruviens ont aussi participé à la création de manifestations religieuses et de sports populaires qui leur sont propres.

## Histoire
L’histoire des personnes d’ascendance africaine au Pérou commence avec l’arrivée des Africains réduits en esclavage dans les plantations de canne à sucre. Déracinement et migration forcée – décidés par les puissances impérialistes à partir du XVIe siècle-, et discrimination, exclusion et violation des droits au fil des siècles subséquents.
Les premiers Afro-péruviens sont arrivés avec les conquérants espagnols, la plupart d'entre eux étaient des esclaves  d'origine malgache qui leur servaient de soldats lorsqu'ils en avaient besoin. En raison de leur passé culturel et de leur connaissance de la langue espagnole, ils ont contribué directement à la colonisation hispanique. Peu à peu, les Afro-péruviens ont été concentrés dans des camps spécialisés où ils devaient pratiquer des travaux d'artisanat et d'agriculture en s'appuyant sur leurs connaissances. Avec le métissage, le rôle des Afro-péruviens comme intermédiaires entre les Indigènes et les Espagnols diminue. La population métisse augmenta avec les relations entre Indigènes et Espagnols. Désormais, une hiérarchie raciale devint importante pour protéger le privilège des souverains espagnols et leurs enfants.
Dans la « pigmentocratie » (hiérarchie par couleur de peau), les Espagnols étaient au-dessus, les métis au centre et les Indigènes et Africains au-dessous de tout le monde. Les métis héritèrent du privilège d'aider les Espagnols à administrer le pays. En plus, quand des immigrants additionnels arrivèrent d'Espagne et occupèrent agressivement le Pérou, ils ont gardé les travaux les plus rémunérés pour eux-mêmes. Par exemple, après la première étape de la période coloniale, peu d’Afro-péruviens sont devenus des orfèvres ou des argentiers. Néanmoins, dans cette étape de la période coloniale, les Afro-espagnols et les Afro-péruviens travaillèrent fréquemment dans les mines d'or, dû à leur familiarité avec les techniques. En fait, l'exploitation minière de l'or et l’orfèvrerie étaient communs en Afrique occidentale approximativement dès le quatrième siècle. Finalement, les Afro-péruviens prirent en charge les travaux d'agriculture comme les plantations de coton, de canne à sucre et des vignobles, sur la côte péruvienne. La population indigène eut tendance à travailler dans les mines d'argent, sur lesquelles ils avaient plus de connaissances que les Africains occidentaux ou les Espagnols.

## Gastronomie
La tradition culinaire afro-péruvienne fait appel aux ingrédients que les hacendados (grands propriétaires terriens) réservaient à leurs esclaves : le cœur de bœuf et les abats en général, grillés au barbecue ou mijotés dans une sauce aux cacahuètes. Il en a résulté l'une des spécialités du pays : les anticuchos, ou brochettes de cœur de bœuf. Il y a aussi d'autres plats très courants au Pérou créés par eux. Par exemple :
- Le tacu tacu : Plat préparé avec les restes de riz et haricots de la veille.
- Le cau cau : Ragout de tripes et constitué essentiellement de pommes de terre.
- La mazamorra morada : Dessert constitué essentiellement d'un type de maïs violet et de la farine de pomme de terre.
- La carapulcra : Plat fait avec des pommes de terre séchées, des cacahuètes et de la viande de porc ou de poulet dans une sauce de piment jaune.
- Anticuchos: Cœur de bœuf mariné.
- La sopa seca: Version de la carapulcra servie avec des pâtes.
- Turrón (de Doña Pepa): Dessert.

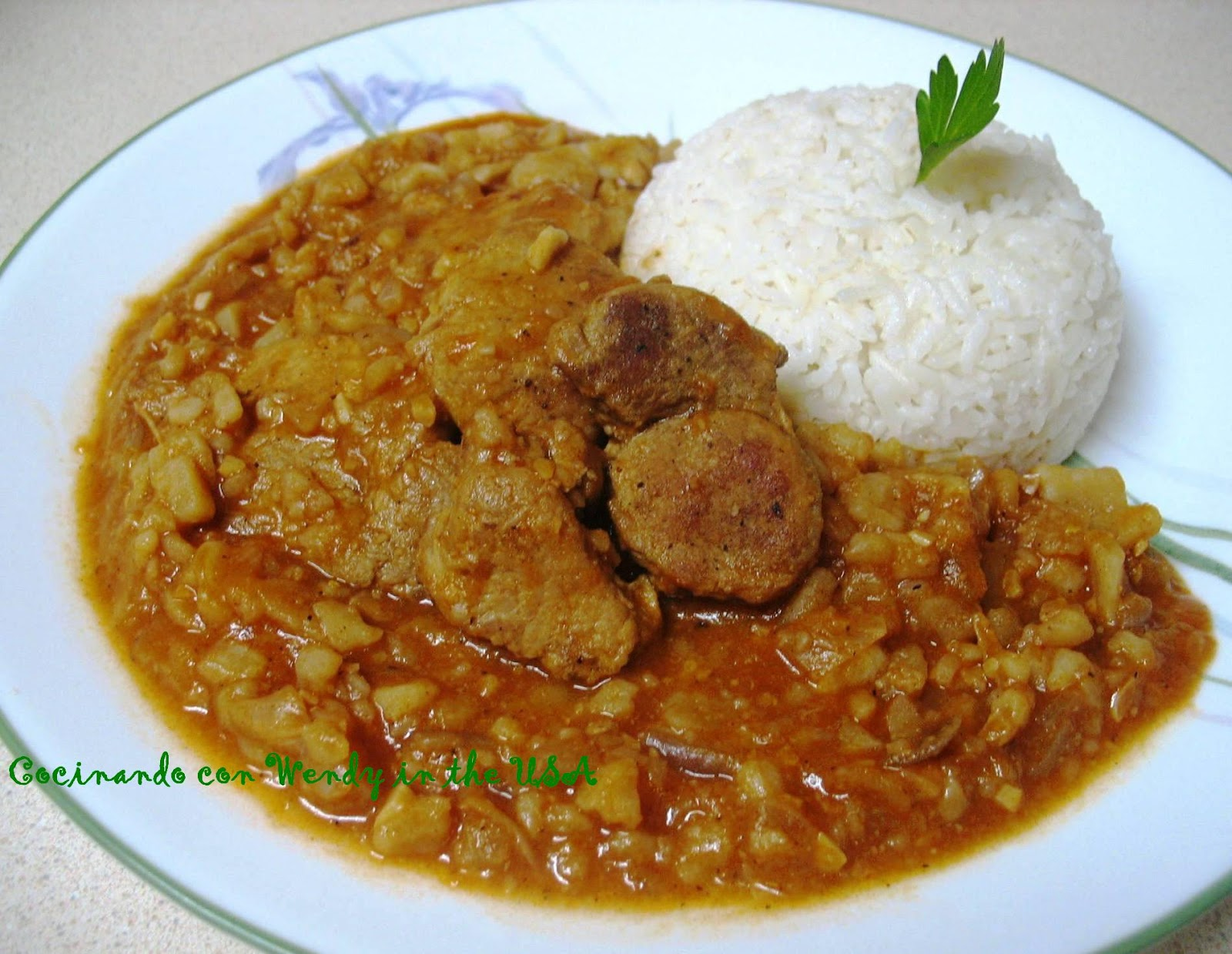
Carapulcra avec du riz.
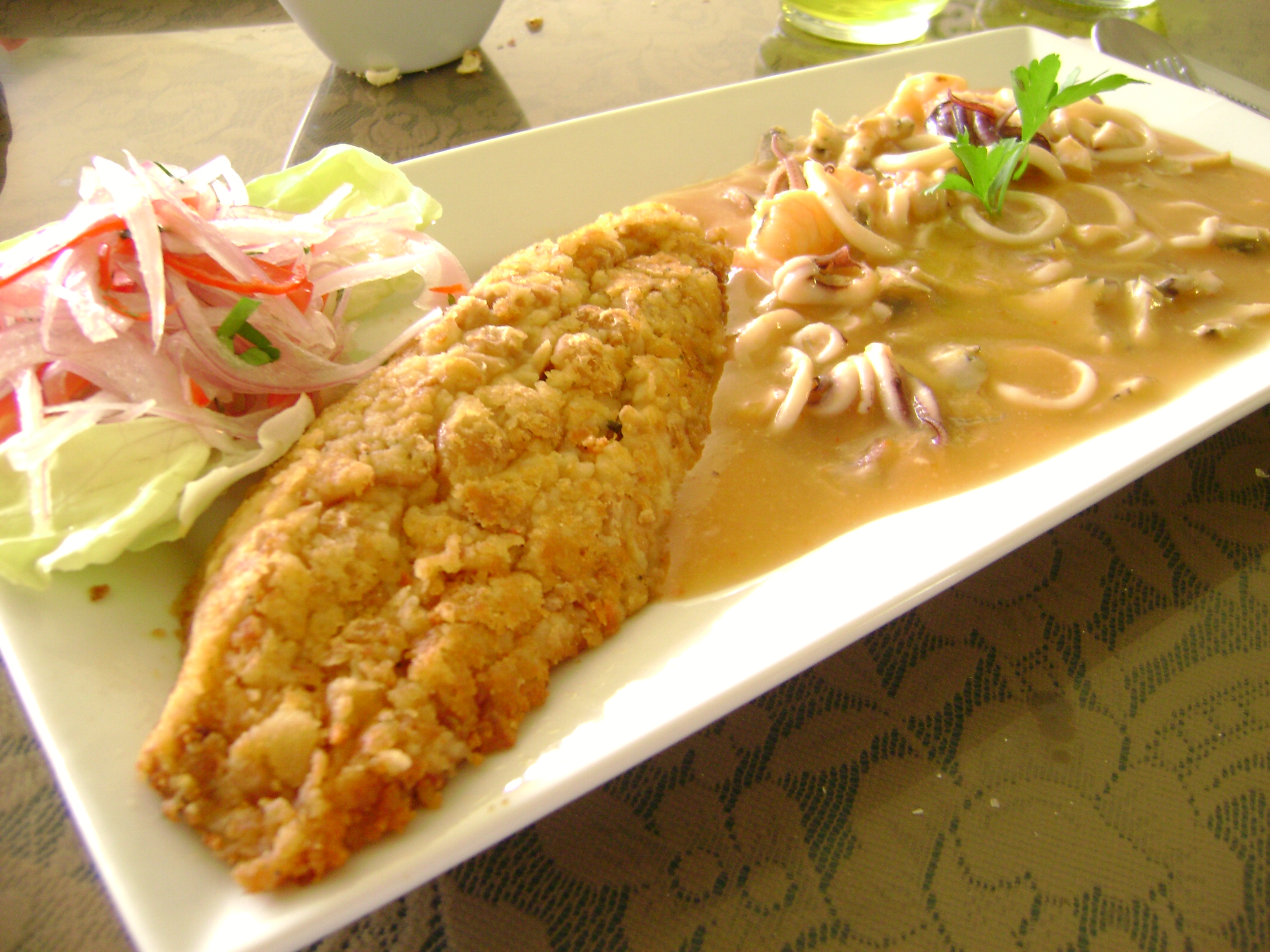
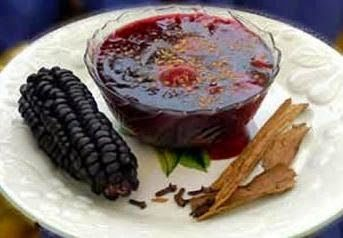
Mazamorra avec de la cannelle.
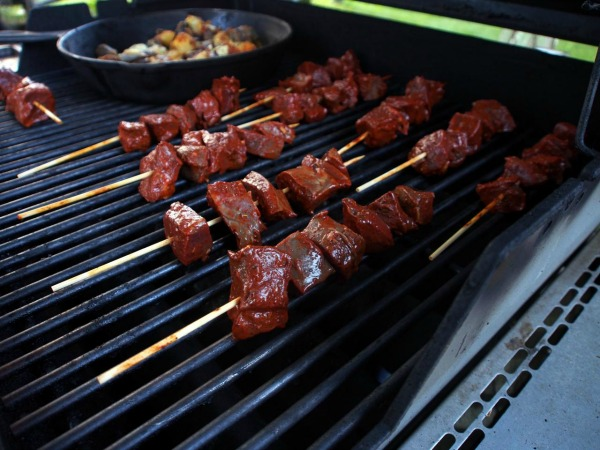
Anticuchos grillés.

## Habits traditionnels
Les habits traditionnels des Afro-péruviens sont ceux qui sont en relation avec la danse afro-péruvienne ou festejo. 

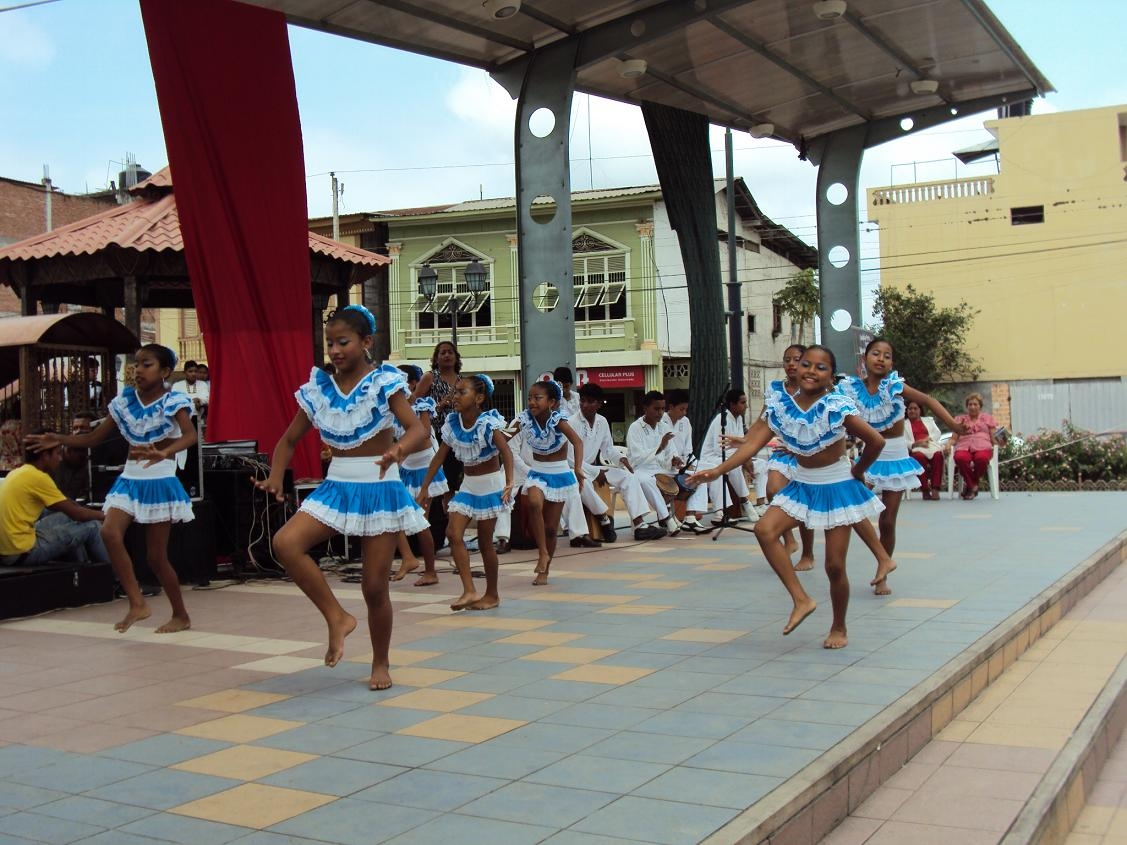

## Littérature
La littérature afro-péruvienne commence à être reconnue grâce à Nicomedes Santa Cruz en 1950. C'est l'un des personnages les plus importants de la culture afro-péruvienne. Il a écrit de nombreux poèmes dont le plus connu est La escuelita. Dans ses œuvres il utilise beaucoup le langage populaire des Afro-péruviens de son époque et il raconte à travers ses écrits quelques coutumes de leur vie quotidienne.

## Dates fêtées
La date la plus importante pour les Afro-péruviens est le jour de la culture afro-péruvienne. Ce jour-là, ils rendent hommage au jour de naissance de Nicomedes Santa Cruz, un musicien et poète très important pour cette culture. Il se fête le 4 juin de chaque année. Ce jour fut déclaré officiel en 2006 par le congrès péruvien.
Une autre date importante est le festival du Verano Negro. Il se fête chaque année dans la cité de Chincha pendant les mois de février et mars. C'est l'activité touristique la plus importante de la province d'Ica. Des concours de contes et de poésie, ainsi que des festivals de danse noire, entre autres activités, sont réalisés.

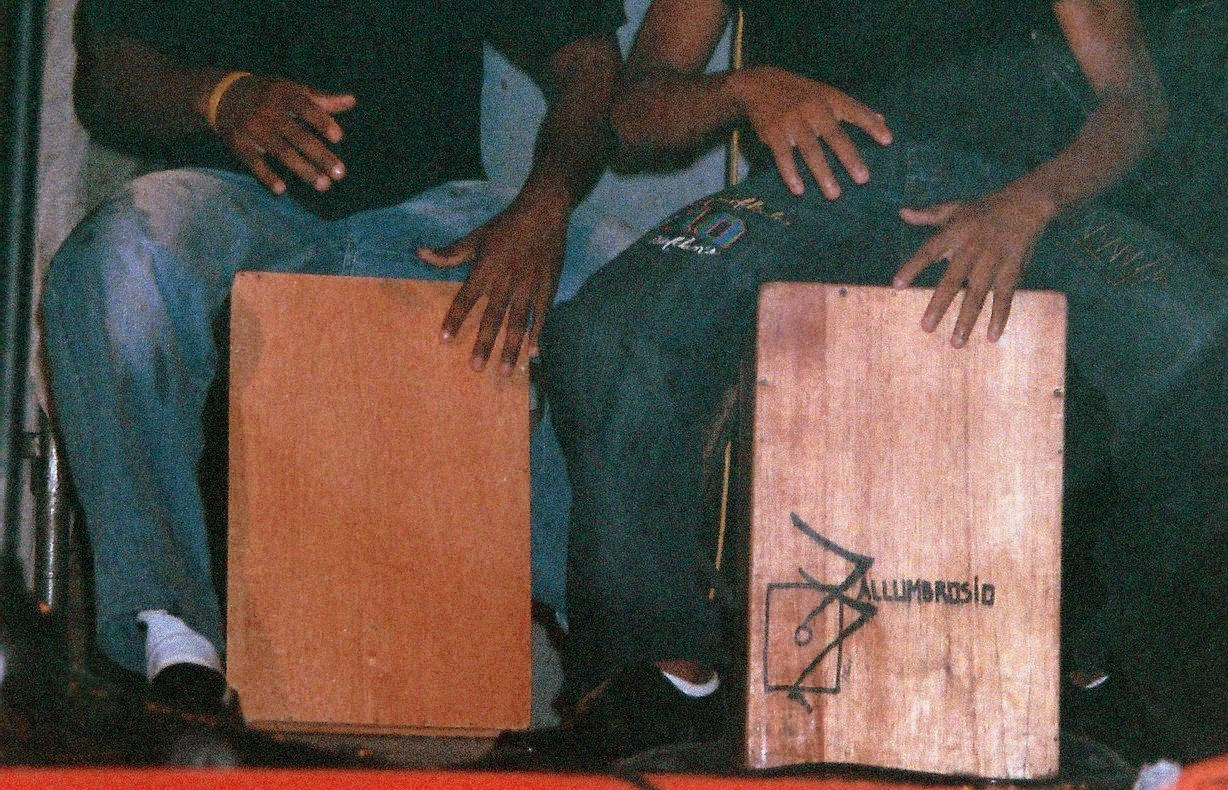
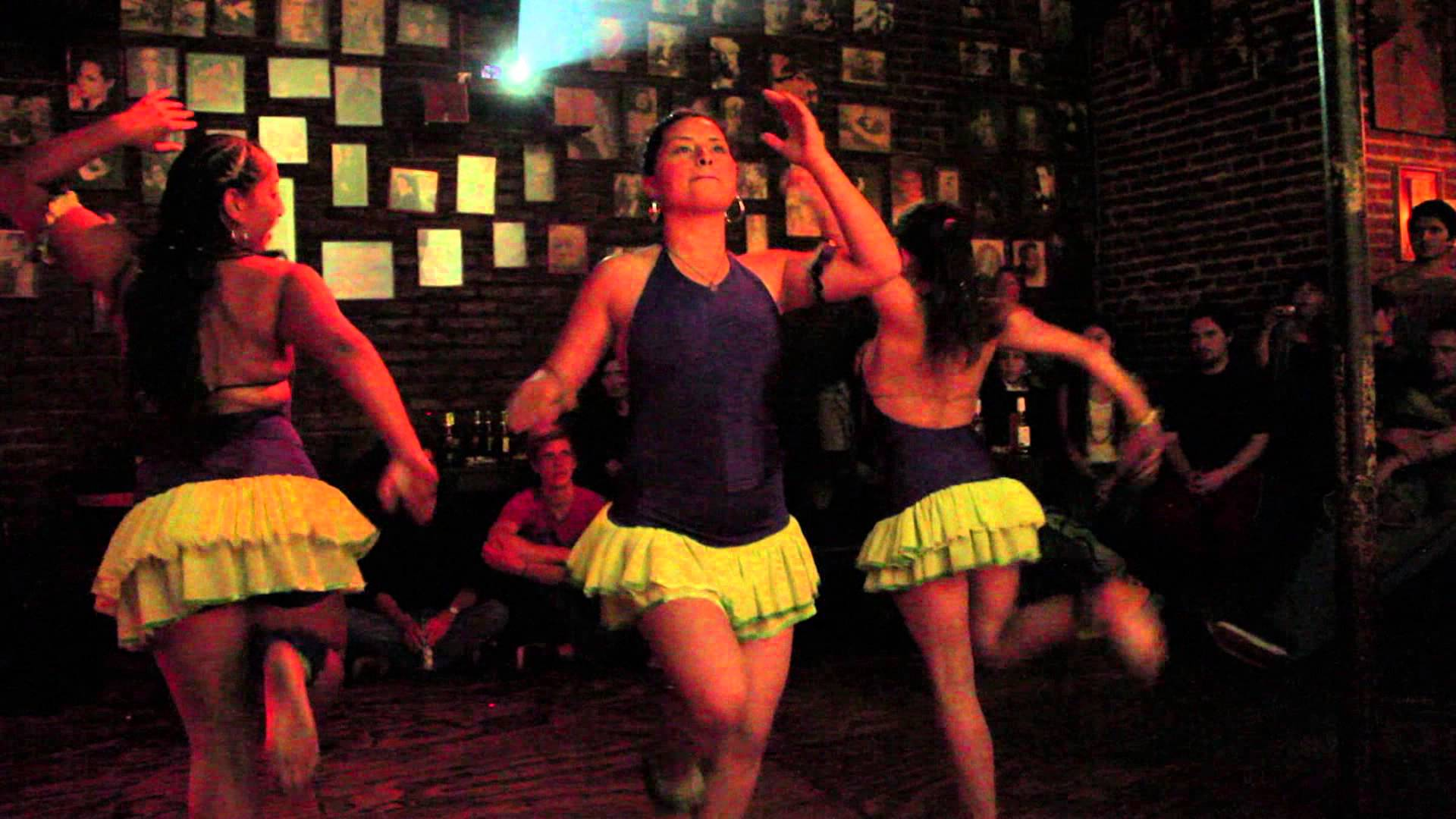
Des danseuses de festejo.